# Nereu Ramos
Nereu de Oliveira Ramos (phát âm tiếng Bồ Đào Nha: [nerew dʒi olivejrɐ ʁɐmus], 3 tháng 9 năm 1888 - 16 tháng 6 năm 1958) là một nhân vật chính trị Brasil. Ông từng phục vụ trong thời gian ngắn với tư cách là Tổng thống Brasil sau cuộc khủng hoảng chính trị, lên tới cực điểm trong vụ tự tử của Tổng thống Getúlio Vargas.
Ramos là Phó Tổng thống của nước cộng hòa năm 1946 và 1951. Các cuộc bầu cử Tổng thống năm 1945 chỉ được tổ chức cho chức vụ Tổng thống, nhưng Hiến pháp được thông qua vào ngày 18 tháng 9 năm 1946 đã tạo ra chức vụ của Phó Tổng thống và thành lập Hội đồng Lập hiến sẽ chọn người đầu tiên Phó Tổng thống và tuyên thệ ông, trong ngày sau khi ban hành Hiến pháp. Nereu Ramos, cho đến khi đó là Thượng nghị sĩ Santa Catarina và một thành viên của Hội đồng Lập hiến, được bầu làm Phó Chủ tịch trong cuộc bầu cử đặc biệt đó. Với tư cách là Phó Tổng thống, Ramos đã từng giữ chức Chủ tịch Thượng viện.